# ファザーフッド
『ファザーフッド』（原題：Fatherhood）は2021年に配信されたコメディ映画。2011年のマット・ロジェリンの回顧録『Two Kisses for Maddy: A Memoir of Loss and Love』に基づいており、監督はポール・ワイツ、主演はケヴィン・ハート。妻が突然の死後、娘を育てるのに苦労する新しい父親の物語。当初はソニー・ピクチャーズ・リリースによって劇場で公開される予定だったがCOVID-19パンデミックにより延期され、Netflixに売却されて2021年6月18日に独占配信された。

## ストーリー
主人公のマシュー・ロゼリンの妻、リズは初期の緊急帝王切開で娘のマディを出産。
しかし出産後、彼女の容体は急変し、間もなく肺塞栓症で命を落とすこととなった。
彼女の葬儀では、マシューの親友であるジョーダン、オスカー、および母親のアンナ、リズの両親のマリオンとハワードが、皆彼を慰めようとしたが、それでもマシューの傷心を癒やすことはかなわなかった。
その日の晩、マリオンは、マットにミネソタ州のリズの父母宅近くに住むように提案するが、拒否。彼は片親としてマディを育てることを決意する。

## キャスト
※括弧内は日本語吹き替え。
- マシュー・ロゼリン - ケヴィン・ハート（佐々木啓夫[2]）
- マリオン - アルフレ・ウッダード（五十嵐麗[2]）
- ジョーダン - リル・レル・ハウリー（武田幸史[2]）
- マイク - フランキー・フェイソン (佐々木祐介)
- リジー・スワン - ディワンダ・ワイズ（東内マリ子）
- マディ・ロゼリン - メロディ・ハード（宮地美然）
- ハワード - フランキー・フェイゾン（天田益男）
- オスカー - アンソニー・キャリガン（森田了介）
- リズ・ロゼリン - デボラ・アヨリンデ（石田嘉代）

その他の日本語吹き替え - 米倉希代子、佐久間元輝、本間沙智子、三重野帆貴、岡本幸輔、和優希、弘松芹香

## 日本版制作スタッフ
- 演出 - 津司大三
- 翻訳 - 平井かおり
- 調整 - 手塚孝太郎
- 録音 - 木村翔
- 制作進行 - 片桐淳子
- 日本語版制作 - HALF H・P STUDIO

## 評価
レビュー・アグリゲーターのRotten Tomatoesでは72件のレビューで支持率は67%、平均点は6.4/10となった。Metacriticでは18件のレビューを基に加重平均値が53/100となった。